# Ropica tongae
Ropica tongae är en skalbaggsart som beskrevs av Stefan von Breuning 1973. Ropica tongae ingår i släktet Ropica och familjen långhorningar.
Artens utbredningsområde är Tonga. Inga underarter finns listade i Catalogue of Life.